# Praefectus urbi
Nell'antichità romana, il praefectus urbi era il prefetto della città di Roma.
Secondo la tradizione, la carica sarebbe stata istituita già in età regia, dallo stesso Romolo, come custos urbis, venendo poi indicata per la prima volta come praefectus urbi all'epoca dei decemviri, nel 451 a.C. e mantenuta quindi in epoca repubblicana e imperiale.
Nella tarda antichità, la magistratura acquisì grande rilevanza; dal IV secolo inoltre i prefetti divennero due, poiché ne ebbe uno anche Costantinopoli. La carica sopravvisse alla caduta dell'Impero romano d'Occidente (476): l'ultima attestazione di un praefectus urbi a Roma risale al 599. Nell'Impero romano d'Oriente sopravvisse fino al pieno medioevo.

## Istituzione ed evoluzione

### Epoca regia
Secondo la tradizione fu Romolo a istituire la carica, destinata a governare la città in sua assenza. Il prefetto urbano era nominato a vita dallo stesso re tra gli uomini più ragguardevoli dei patrizi della città, e per diritto faceva parte del Senato romano.
Come rappresentante del re, in sua assenza ne esercitava tutte le prerogative, come la convocazione del Senato e quella delle altre assemblee elettive, compreso l'uso della forza, per il mantenimento dell'ordine. Tali prerogative potevano essere esercitate unicamente all'interno delle mura cittadine.
Si conoscono i nomi di soli tre prefetti di quest'epoca: Denter Romulius, nominato da Romolo, Numa Martius nominato da Tullo Ostilio e Spurius Lucretius, nominato da Tarquinio il Superbo.
Tito Livio parla di un praefectus urbis il quale, in seguito alla cacciata di Tarquinio il Superbo, convocò i comizi centuriati che elessero i primi due consoli: Lucio Giunio Bruto e Lucio Tarquinio Collatino.

### Epoca repubblicana
Con il passaggio alla repubblica, le prerogative della carica rimasero sostanzialmente inalterate. Il prefetto veniva ora eletto dai consoli e, in assenza di questi, ne esercitava i poteri all'interno delle mura cittadine. Questi includevano la convocazione del Senato, dei comizi curiati, come anche la chiamata della leva cittadina.
Dal 487 a.C. il praefectus urbis fu eletto dai comizi curiati. Potevano essere eletti unicamente cittadini che avessero ricoperto un consolato.
La carica venne svuotata delle suo originarie funzioni quando, al tempo dei decemviri, fu creata la magistratura del praetor urbanus. Da questo momento al praefectus urbis spettava solo, in assenza dei consoli, celebrare le Feriae latinae. Inoltre, non veniva più eletto dalle assemblee cittadine ma nominato dai consoli.

### Epoca imperiale
Su suggerimento di Mecenate, Augusto riformò nuovamente la magistratura e le conferì tutti i poteri necessari per garantire la pace e l'ordine nell'Urbe: ebbe la sovrintendenza su macellai, banchieri, guardie, teatri e altri, con la possibilità di mandare per la città i milites stationarii, una sorta di polizia urbana, poco dopo organizzata nelle coorti urbane, poste alle sue dirette dipendenze.
Aveva anche giurisdizione sui casi che contrapponevano gli schiavi o i liberti ai loro padroni ed ex-padroni, come pure su quelli che vedevano dei figli accusati di mancata pietas verso i propri genitori. Col passare degli anni i poteri e le competenze del praefectus aumentarono, inglobando quelli del praetor urbanus. Solo appellandosi direttamente al princeps era possibile impugnare una sentenza del praefectus, mentre egli si pronunciava sugli appelli riguardo sentenze di ogni altro magistrato della città e, in seguito, anche dei tribunali provinciali. All'inizio dell'impero, la carica di praefectus era tenuta per lunghi periodi da una sola persona, talvolta a vita, mentre a partire dall'imperatore Valeriano (253-260) il praefectus veniva cambiato con frequenza, talvolta una volta l'anno.
Quando Costantinopoli divenne la seconda capitale dell'impero, ricevette anch'essa un praefectus urbi, che in questo periodo diventa il diretto rappresentante dell'imperatore, con controllo su tutti gli ufficiali civili cittadini, le corporazioni e tutti gli enti pubblici. Sovrintendevano all'importo e alla tariffazione delle derrate, sebbene queste fossero sotto il diretto controllo di altri ufficiali; tra i loro compiti c'era un rapporto mensile all'imperatore sui lavori del Senato, e di fare da tramite all'imperatore nel ricevimento di doni e petizioni dalle capitali. A Roma, aveva compiti di controllo durante le elezioni dei papi.

## Lista deipraefecti urbi

### Roma

#### I secolo
- 12: Lucio Calpurnio Pisone
- 42-56: Lucio Volusio Saturnino, console nel 3
- ?-61: Lucio Pedanio Secondo (vd. Tacito, Annales, XIV, 42-46)
- 61-69?: Tito Flavio Sabino
- 69-75: Tiberius Plautius Silvanus Aelianus
- 76-85: Lucius Plotius Pegasus
- 86-?: Rutilius Gallicus
- ?-96: Titus Aurelius Fulvus

#### II secolo
- 176: Quinto Cervidio Scevola
- 179 ?: Gaio Aufidio Vittorino
- 187? -189: Publio Seio Fusciano
- 189-192: Publio Elvio Pertinace
- 193: Tito Flavio Sulpiciano
- 193: Basso (vd. Elio Sparziano, Historia Augusta, Vita Severi)
- 193: Domitio Dexter (vd. Elio Sparziano, Historia Augusta, Vita Severi)
- 196: Publio Cornelio Anullino

#### III secolo
- 211: Lucio Fabio Cilone
- 212: Sesto Vario Marcello
- 212: Gaio Giulio Aspro[14]
- 217: Lucio Mario Massimo Perpetuo Aureliano
- 218: Marco Oclatinio Avvento
- 223/224: Appio Claudio Giuliano
- 254: Lolliano[15]
- 255: Lucio Valerio Massimo
- 256: Marco Nummio Ceionio Albino
- 257: Gaio Giunio Donato
- 258–260: Publio Cornelio Secolare
- 261–263: Marco Nummio Ceionio Albino
- 264–266: Paterno
- 267–268: Lucio Petronio Tauro Volusiano
- 269–270: Flavio Antiochiano
- 270/271: Pomponio Basso
- 271: Tito Flavio Postumio Varo
- 272: Flavio Antiochiano II
- 273–274: Virio Orfito
- 275: Postumio Suagro[15]
- 275: Elio Cesettiano?[16]
- 276–7: Ovinio Pacaziano[15]
- 278–281: Virio Lupo
- 281: Ovinio Paterno[15][17]
- 282: Pomponio Vittoriano
- 283: Titucio Roburro[15]
- 284–285: Ceionio Varo[15]
- 285: Lucio Cesonio Ovinio Manlio Rufiniano Basso
- 286–287, 7 dicembre: Marco Giunio Massimo
- 288–289: Pomponio Gennariano
- 290–291, 18 febbraio: Lucio Turranio Graziano
- 291, 21 febbraio–292, 3 agosto: Gaio Giunio Tiberiano
- 292, 3 agosto–293, 13 marzo: Claudio Marcello
- 293, 13 marzo–295, 11 gennaio: Settimio Acindino[15][18]
- 295, 11 gennaio–296, 18 febbraio: Tito Claudio Marco Aurelio Aristobulo
- 296, 18 febbraio–297: Cassio Dione
- 297–298: Afranio Annibaliano
- 298–299: Artorio Massimo
- 299–300: Marco Giunio Cesonio Nicomaco Anicio Fausto Paolino

#### IV secolo
- 300, 1º marzo–301: Pompeio Appio Faustino
- 301–302, 19 febbraio: Lucio Elio Elvio Dionisio
- 302, 19 febbraio–303, 12 settembre: Nummio Tusco
- 303–304: Giunio Tiberiano
- 304–305, 12 febbraio: Aradio Rufino
- 305, 12 febbraio–306, 19 marzo: Tito Flavio Postumio Tiziano
- 306, 19 marzo–307, 27 agosto: Gaio Annio Anullino
- 307, 27 agosto–308: Attio Insteio Tertullo
- 308, 13 aprile–309, 30 ottobre: Stazio Rufino
- 309–310: Aurelio Ermogene
- 310–311: Gaio Ceionio Rufio Volusiano
- 311, 28 ottobre–312, 9 febbraio: Giunio Flaviano[19]
- 312: Aradio Rufino II
- 312, 27 ottobre–29 novembre: Gaio Annio Anullino II
- 312–313: Aradio Rufino III
- 313–315: Gaio Ceionio Rufio Volusiano
- 315, 20 agosto–316, 4 agosto: Gaio Vettio Cossinio Rufino
- 316, 4 agosto–317, 15 maggio: Ovinio Gallicano
- 317, 15 maggio–319, 1º settembre: Settimio Basso (13 luglio–13 agosto 318: Giulio Cassio)
- 319–323: Lucio Valerio Massimo Basilio[20]
- 325, 4 gennaio–326, 13 novembre: Acilio Severo
- 326, 13 novembre–329, 8 settembre: Amnio Anicio Giuliano
- 329, 8 settembre–329, 9 ottobre: Publilio Optaziano Porfirio
- 329, 9 ottobre–331, 12 aprile: Petronio Probiano
- 331, 12 aprile–333, 7 aprile: Sesto Anicio Fausto Paolino
- 333, 8 aprile–10 maggio: Publilio Optaziano Porfirio II
- 333, 10 maggio–334, 27 aprile: Marco Ceionio Giuliano Camenio
- 334, 27 aprile–335, 30 dicembre: Amnio Manio Cesonio Nicomaco Anicio Paolino
- 335, 30 dicembre–337, 10 marzo: Ceionio Rufio Albino
- 337, 10 marzo–338, 14 gennaio: Lucio Aradio Valerio Proculo
- 338, 13 gennaio–339, 14 luglio: Mecilio Ilariano
- 339, 14 luglio–25 ottobre: Lucio Turcio Aproniano
- 339, 25 ottobre–341, 27 febbraio: Fabio Tiziano
- 341, 27 febbraio–342, 1º aprile: Aurelio Celsino
- 342, 1º aprile–342, 7 luglio: Lolliano Mavorzio
- 342, 7 luglio–344, 11 aprile: Fabio Aconio Catullino Filomazio
- 344, 11 aprile–345, 5 luglio: Quinto Rustico
- 345, 5 luglio–346, 26 dicembre: Petronio Probino
- 346, 26 dicembre–347, 13 giugno: Marco Mecio Memmio Furio Baburio Ceciliano Placido
- 347, 13 giugno–349, 11 aprile: Ulpio Limenio
- 349, 11 aprile–350, 27 febbraio: Ermogene
- 350, 27 febbraio–351, 1º marzo: Fabio Tiziano II (brevemente scacciato da Nepoziano)
- 351, 1º marzo–12 maggio: Aurelio Celsino II
- 351, 12 maggio–7 giugno: Celio Probato
- 351, 7 giugno–18 dicembre: Clodio Celsino Adelfio
- 351, 18 dicembre–352, 9 settembre: Lucio Aradio Valerio Proculo II
- 352, 9 settembre–352, 26 settembre: Settimio Mnasea
- 352, 26 settembre–353, 8 dicembre: Nerazio Cereale
- 353, 8 dicembre–355: Memmio Vitrasio Orfito
- 355–356: Flavio Leonzio
- 357, 13 gennaio–359, 25 marzo: Memmio Vitrasio Orfito II
- 359, 25 marzo–25 agosto: Giunio Basso
- 359–361: Tertullo
- 361, autunno–362, 28 gennaio: Clytholias Massimo
- 362, 9 dicembre–364: Lucio Turcio Aproniano Asterio
- 364, 22 aprile–365, 9 marzo: Lucio Aurelio Avianio Simmaco signo Fosforio
- 365, 4 aprile–17 settembre: Gaio Ceonio Rufo Volusiano Lampadio
- 365, 8 ottobre–367, 5 maggio: Vivenzio
- 367, maggio–agosto: Giunio Pomponio Ammonio
- 367, 18 agosto–368, 20 settembre: Vettio Agorio Pretestato
- 369, 1º gennaio–370, 21 agosto: Quinto Clodio Ermogeniano Olibrio
- 371, 1º gennaio–372, 5 luglio: Publio Ampelio
- 372, 22 agosto: Bappone[21]
- 373: Principio[22]
- 374, 14 febbraio: Flavio Euprassio
- 374, 21 maggio–19 luglio: Claudio Ermogeniano Cesario
- 376: Aradio Rufino
- 376, 1º dicembre–377, 4 gennaio: Gracco
- 377, 17 settembre: Probiano
- 378, 9 marzo: Martiniano
- 378/379: Ipazio
- 379/383: Lucio Valerio Settimio Basso
- 380, 13 gennaio–16 febbraio: Magno Arborio
- 380: Anicio Paolino
- 381, 22 febbraio–8 maggio: Valeriano[23]
- 381, agosto/settembre: anonimo[24]
- 381, 9 ottobre: Flavio Afranio Siagrio
- poco prima del 382: anonimo[25]
- 382: Valerio Severo
- 382–383: Anicio Auchenio Basso
- 383–384: Avenzio
- 384–385: Quinto Aurelio Simmaco
- 385–387: Piniano
- 387: Sallustio
- 387/388: Sesto Rustico Giuliano
- 389 circa: Sesto Aurelio Vittore
- 389–391: Ceionio Rufio Albino
- 391: Faltonio Probo Alypio
- 391, 18 novembre: Filippo
- 392/394: Nicomaco Flaviano
- 395, 5 marzo: Basilio
- 395, 21 aprile–6 luglio: Andromaco
- 395, 14 settembre–397, 26 dicembre: Florentino
- 398 (inizio): Lampadio
- 398, 6–29 marzo: Felice
- 398/399: Quintilio Leto
- 399, 6 giugno–400, 8 novembre: Nicomaco Flaviano
- 400/401: Protadio

#### V secolo
- 401–402: Flavio Macrobio Longiniano
- 402: Cecina Decio Albino iunior
- 403/408: Postumio Lampadio
- 406/407 Flavio Peregrino Saturnino (per la seconda volta)
- 408: Ilario
- 408: Nicomaco Flaviano
- 408–409: Gabinio Barbaro Pompeiano
- 409: Prisco Attalo
- 409: Marciano (sotto Attalo)
- 410–411: Bonosiano
- 412: Palmato
- 412–414: Annio Eucario Epifanio
- 414: Claudio Rutilio Namaziano
- 414-415: Cecina Decio Aginazio Albino
- 415: Gracco
- 416: Probiano
- 417–418: Rufio Antonio Agrypnio Volusiano
- 418, 24 dicembre-gennaio 420: Aurelio Anicio Simmaco
- 420–421: Petronio Massimo
- tra il 408 e il 423: Giunio Valerio Bellicio
- tra il 408 e il 423: Anicio Acilio Glabrione Fausto
- 421/439: Petronio Massimo
- 425: Anicio Acilio Glabrione Fausto II
- 426: Flavio Albino
- 425/437: Anicio Acilio Glabrione Fausto III
- 425/450: Fonteio Litorio Aussenzio
- 425/450: Olbio Aussenzio Drauco
- 425/455: Paolino
- 429/450: Rufio Cecina Felice Lampadio
- prima del 432: Appio Nicomaco Dexter
- inizio/metà del V secolo: Eutimio
- inizio/metà del V secolo: Giulio Agrio Tarrutenio Marciano
- inizio/metà del V secolo: Petronio Perpenna Magno Quadraziano
- 438: Flavio Paolo
- 440: Pierio
- 441: Aussenzio
- 443: Storacio
- 445: Aussenzio II
- 445: Ausiliario
- 443/449: Onorato
- metà V secolo: Rufio Vivenzio Gallo
- 450: Euricle Epitincano
- dopo il 450: Opilione
- tra il 450 e il 496: Fabio Felice Passifilo Paulino
- tra il 455 e il 476: Giunio Valentino
- tra il 457 e il 472 (o forse tra il 461 e il 465): Plotino Eustazio
- 458: Emiliano[26]
- 468-469: Gaio Sollio Sidonio Apollinare
- 470: Messio Febo Severo
- dopo il 468: Eugenio Asello
- tra il 476 e il 491: Quinto Aurelio Memmio Simmaco
- prima del 483: Memmio Emilio Trigezio
- 484: Decio Mario Venanzio Basilio
- 487: Manlio Boezio
- 488: Claudio Giulio Ecclesio Dinamio
- tra il 493 e il 496: Specioso III
- prima del 494: Turcio Rufio Aproniano Asterio

#### VI secolo
- 491/518: Valerio Floriano
- 506-507: Costanzo
- 508-509: Flavio Agapito

### Costantinopoli
- 359, 11 dicembre-361: Onorato
- 362-363: Domizio Modesto
- 380: Rest(it)uto[27]
- 382: Nebridio
- 384: Temistio
- 388-392: Proculo
- 393-394: Aureliano
- 399: Aristeneto
- 400-402: Clearco
- 408, 17 gennaio - 409, 26 aprile: Monaceio
- 410, 4 settembre - 412, 29 ottobre: Antemio Isidoro
- 415-416: Urso
- 418?-419-421?: Aezio
- 422: Florenzio
- 426: Ciro di Panopoli
- 434-435: Leonzio[28]
- 450-452: Taziano
- 474, 16 marzo: Giustiniano
- 474/479: Adamanzio
- 486: Cecina Mavorzio Basilio Decio
- 492: Secondino

### Arles
Capitale del territorio controllato da Costantino III (usurpatore):
- 407: Apollinare